# آلبرت الدریج
آلبرت الدریج (به انگلیسی: Albert Aldridge) بازیکن فوتبال زادهٔ ۱۳ آوریل ۱۸۶۴ اهل انگلستان و عضو تیم ملی فوتبال انگلستان است. وی در تاریخ ۳۱ مارس ۱۸۸۸ نخستین بازی ملی خود را در مقابل تیم ملی فوتبال ایرلند انجام داد و با حضور در ۲ بازی ملی، در تاریخ ۲ مارس ۱۸۸۹ واپسین بازی ملی‌اش را در برابر تیم ملی فوتبال ایرلند برگزار کرد.